# Seute Deern (Schiff, 1961)
Die Seute Deern (plattdeutsch für „Süßes Mädchen“) ist ein deutsches Seebäderschiff, das 1961 von der Werft Rheinstahl-Nordseewerke in Emden unter der Baunummer 335 für die „Partenreederei Baunummer 335“, einer Kooperation der Reederei Cassen Eils, Cuxhaven, und der Hafen-Dampfschiffahrt AG, Hamburg (HADAG), für den Einsatz im Helgoland- und Ausflugsverkehr gebaut wurde. Von 2003 bis 2014 lag das Schiff im Hafen von Hamburg-Harburg. Seit September 2014 lag es in der Hamburger HafenCity; inzwischen findet es sich auf der südlichen Elbseite in Steinwerder.

## Geschichte
Nach der Auslieferung setzte die Reederei das Schiff in der Sommersaison von verschiedenen ostfriesischen Inseln aus für Ausflugsfahrten – zumeist nach Helgoland – sowie auch zur Verstärkung auf der Route Cuxhaven – Helgoland ein. Im Winterhalbjahr wurde das Schiff in den ersten Jahren wiederholt an die Stena Line verchartert, die es auf der Skagenroute einsetzte. Als 1970 nach der Indienststellung der Fair Lady die erste Atlantis verkauft wurde, welche bis dahin im Sommerhalbjahr auf der Route Büsum – Helgoland und im Winterhalbjahr von Cuxhaven nach Helgoland verkehrte, übernahm die Seute Deern den Winterdienst von Cuxhaven nach Helgoland.
Nachdem sich die Reederei Cassen Eils in Bezug auf den Ausflugsverkehr von den ostfriesischen Inseln nach Helgoland längere Zeit in einer direkten Konkurrenz zur Reederei Norden-Frisia befunden hatte, begannen die beiden Reedereien in diesem Bereich Mitte der 1970er Jahre eine Kooperation unter der Marke „Cassen Tours“. Fortan wurde der Verkehr von Norderney, Langeoog und Spiekeroog nach Helgoland unter der Flagge der Reederei Cassen Eils, aber mit dem der Reederei Norden-Frisia gehörenden Schiff Frisia III allein fortgeführt. Hierfür wurde dieses Schiff verlängert und aufgestockt. Die Seute Deern machte dann im Sommerhalbjahr Butterfahrten auf der Ostsee und wurde deshalb ebenfalls 1979 von 57,47 auf 63,91 Meter verlängert und um einen weiteren Salon auf dem zweiten Deck aufgestockt. Im Rahmen dieses Umbaus erhielt sie auf dem Zwischendeck auch einen großen SB-Supermarkt für den Duty-Free-Verkauf.
1984 übernahm die Förde-Reederei Seetouristik von der HADAG den Sommerverkehr zwischen Cuxhaven und Helgoland. In diesem Zusammenhang kam es bei den Butterfahrten zu einigen Veränderungen beim Schiffseinsatz auf verschiedenen Routen. Die Seute Deern machte von da an im Sommerhalbjahr für den Rest der 1980er Jahre ab Cuxhaven achtstündige Fahrten rund um Helgoland (ohne Landgang, mit zollfreiem Verkauf an Bord) und wechselte Anfang der 1990er Jahre in die Ostsee nach Eckernförde, wo sie wieder für Butterfahrten auf der Strecke Eckernförde – Sønderborg eingesetzt wurde. Mit Wegfall der Duty-Free-Regelungen 1999 fiel diese Route jedoch weg.
Bis 2003 wurde das Schiff noch regelmäßig im Winterverkehr zwischen Cuxhaven und Helgoland eingesetzt und aufgrund seiner hohen Seetauglichkeit sehr von den Helgoländern geschätzt. 2003 wurde die Seute Deern wegen bevorstehender „Klassearbeiten“ durch den Germanischen Lloyd aus dem Helgolandverkehr genommen und an den Hamburg-Harburger Unternehmer, Initiator und Vorstandsvorsitzenden des „channel hamburg e.V.“, Arne Weber, verchartert. Den Winterverkehr von Cuxhaven nach Helgoland übernahm zunächst die Funny Girl, später dann die ganzjährig verkehrende Helgoland.
Die Seute Deern lag seitdem bis September 2014 im Westlichen Bahnhofskanal des Hafens von Hamburg-Harburg und wurde danach an einen Liegeplatz im Traditionsschiffhafen am Sandtorkai der Hamburger Hafencity verholt. Sie wurde für Konferenzen und Veranstaltungen, aber auch für Gästefahrten genutzt. Um das Schiff kümmerte sich der am 15. April 2003 gegründete „Förderverein Seute Deern e.V.“.
Im April 2019 gab der Förderverein bekannt, dass die Seute Deern verkauft wurde. Die wachsenden Unterhaltungskosten konnten durch die Mieteinnahmen nicht mehr gedeckt werden. Das Schiff gehört seither zur Reederei Kapitän Prüsse, die im Hamburger Hafen Rundfahrten durchführt. Das Schiff soll weiter als Location genutzt werden, Ausfahrten sollen ebenfalls weiter möglich sein. Das Schiff liegt weiterhin in der Hafencity.

## Bilder

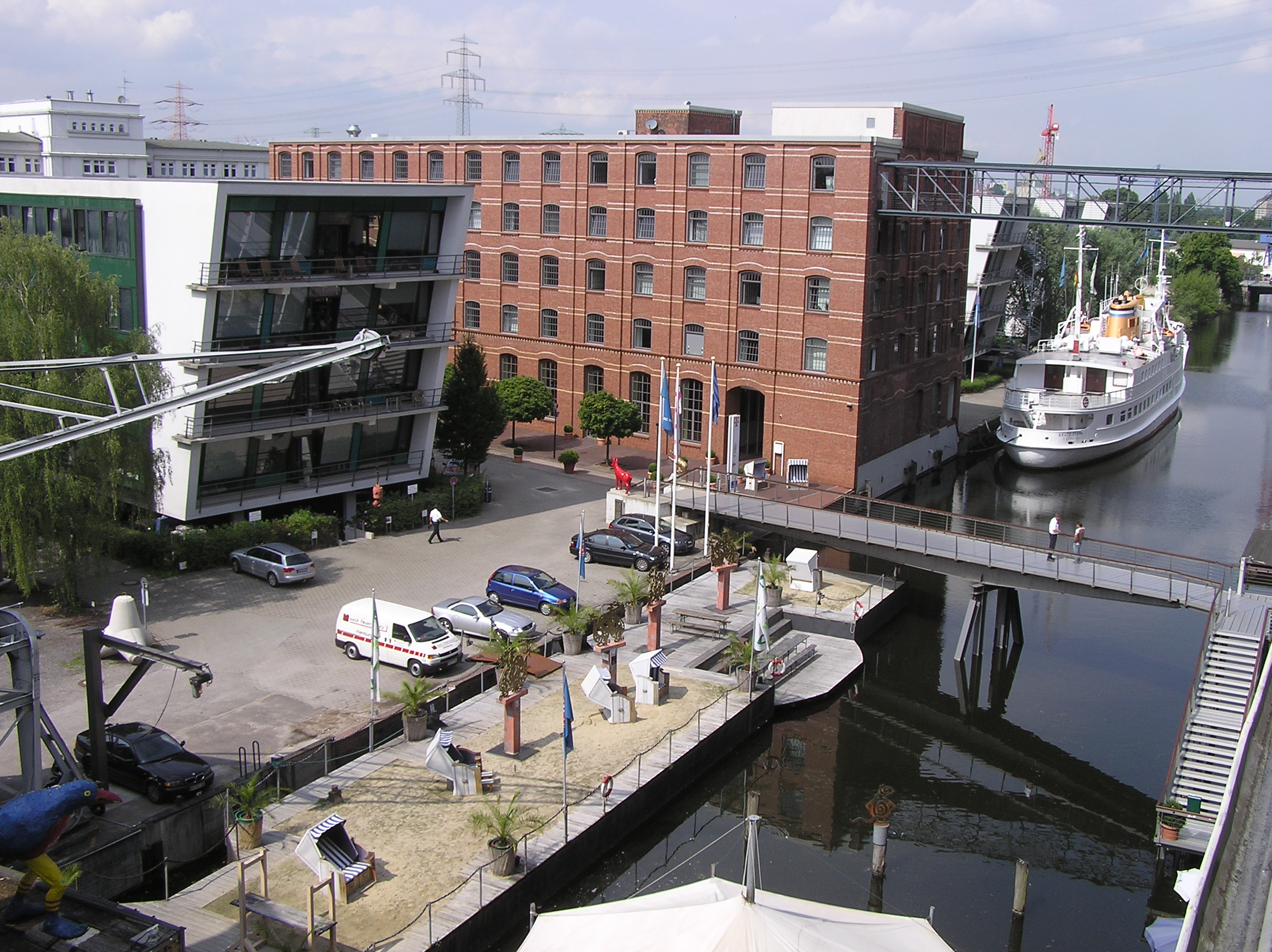
Die Seute Deern als Restaurantschiff im Westlichen Bahnhofskanal Hamburg-Harburg, 2008
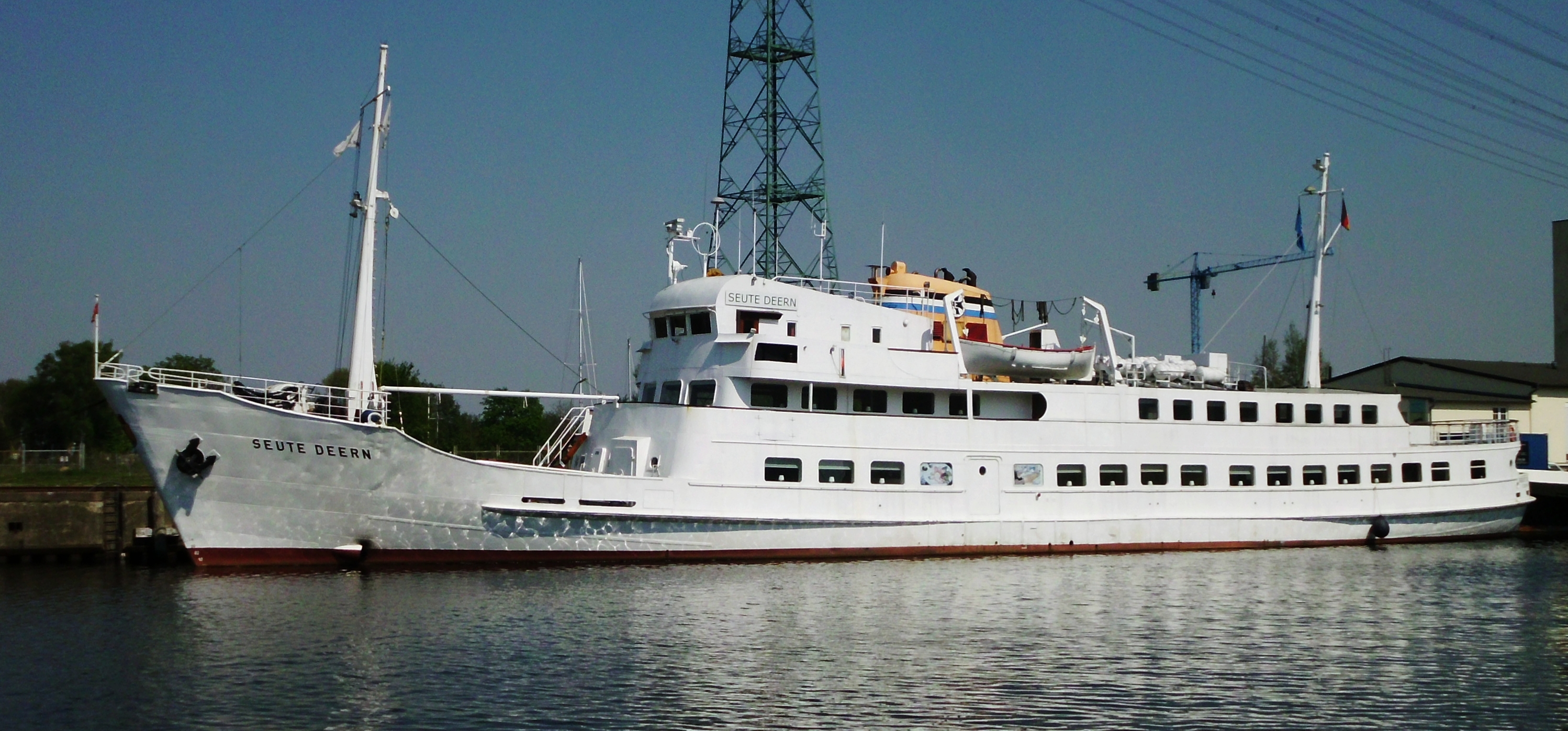
Die Seute Deern in Hamburg-Harburg, 2011
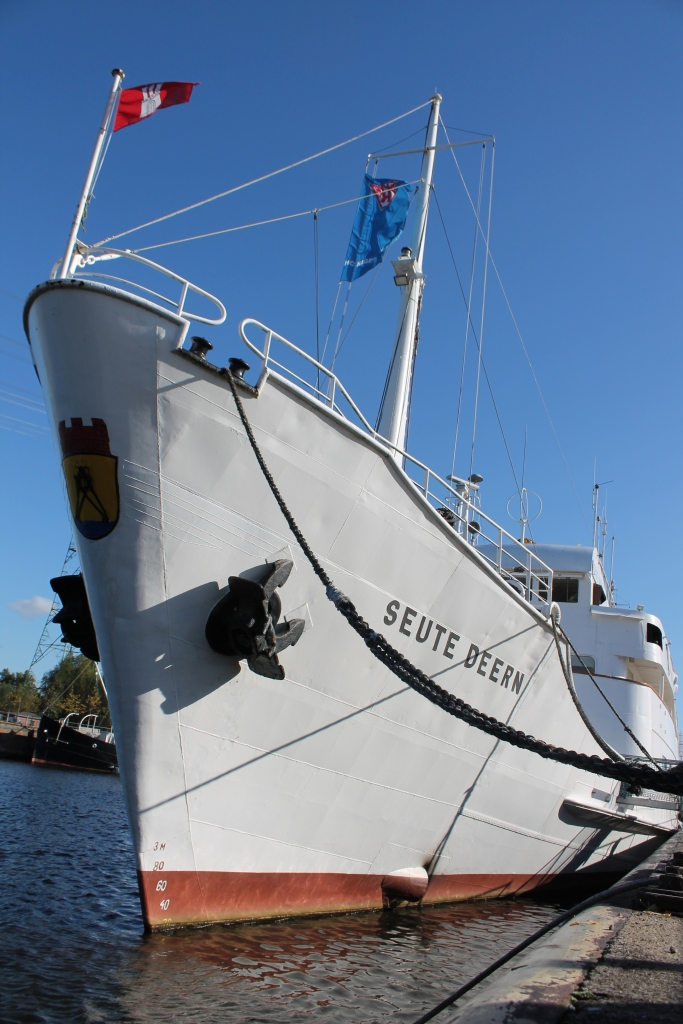
Bugansicht der Seute Deern, 2013 in Hamburg-Harburg